# Vlag van Scheveningen
De vlag van Scheveningen is azuurblauw met drie rechts zwemmend harings van zilver, elke haring met een driebladige gele kroon, zwevend boven het hoofd. Over de herkomst van het wapen is discussie, want Scheveningen is geen autonome gemeente en is dat ook nooit geweest.  Sinds de oprichting van het dorp in 1284 is Scheveningen altijd onderdeel geweest van de gemeente Den Haag.

## Geschiedenis

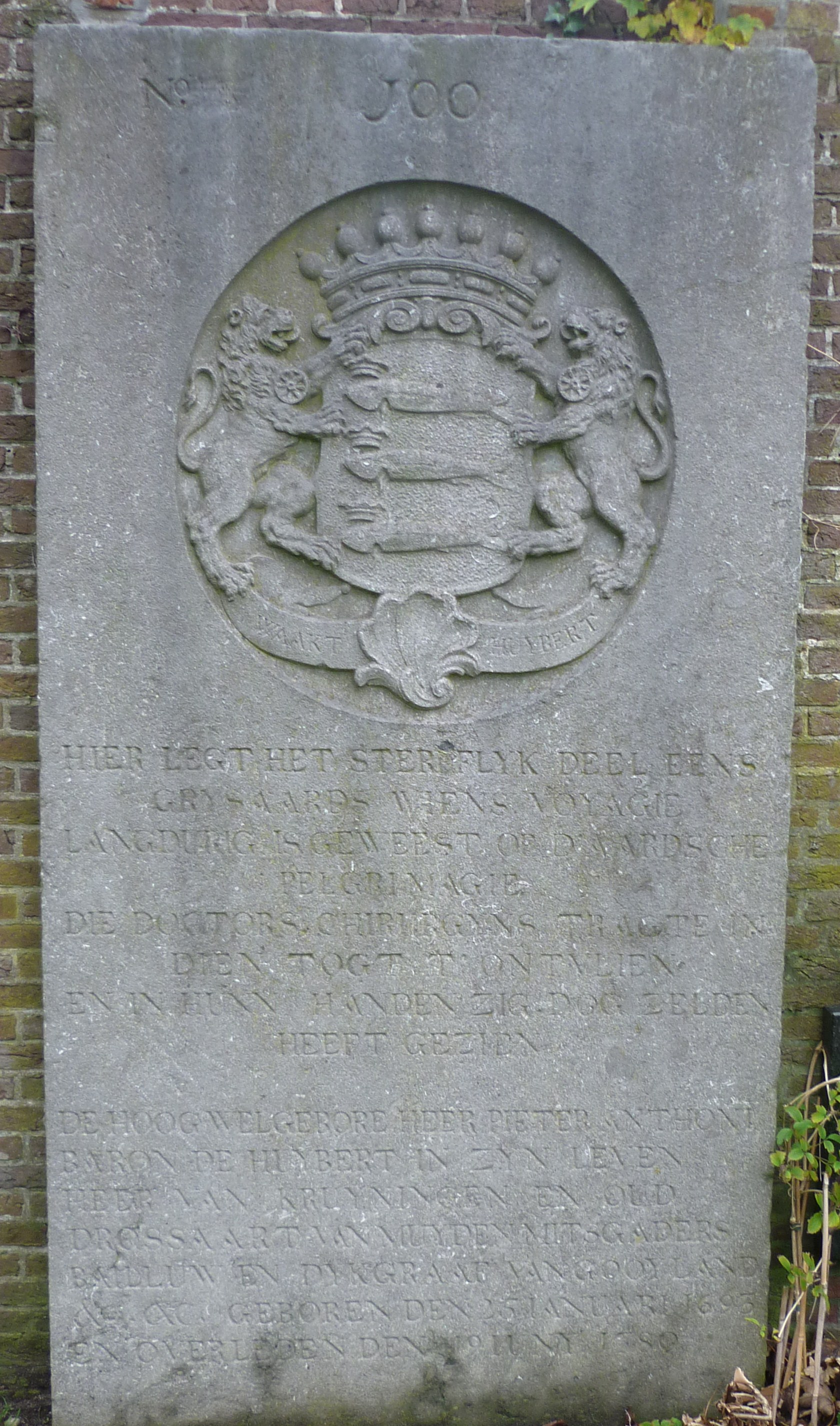
Grafsteen gedateerd 1780 van de Baron De Huybert op begraafplaats Ter Navolging, met gegraveerd familieinsigne

Het eerste spoor van het wapen met de gekroonde haringen dateert uit de zeventiende eeuw als het wapen van de plaatselijke adellijke familie De Huybert. Tegenwoordig is de familienaam uitgestorven omdat er geen nakomelingen meer zijn.
Het eerste document dat het wapen vermeldt als het wapen van Scheveningen gaat terug tot 1847. Op pagina 165, deel X van het Geografisch Woordenboek van Nederland, geschreven door Abraham Jacob van der Aa, staat  kan worden gelezen Het oude wapen van SCHEVENINGEN was drie gekroonde harinen, waarvan het veld niet wordt opgegeven.

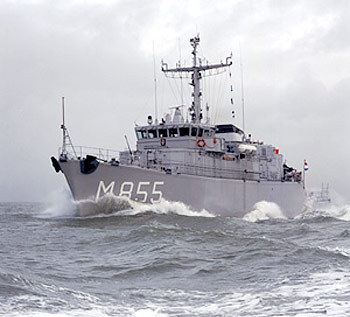
De mijnenjager Hr.Ms. Scheveningen

In 1984, ter gelegenheid van de viering van de zevenhonderdste verjaardag van de oprichting van Scheveningen, gaf de Koninklijke Marine de naam Hr.Ms. Scheveningen aan de mijnenjager genummerd M855. Aan het schip werd een wapen met twee gekruiste haringen en de ooievaar van Den Haag toegewezen.  Naar aanleiding van enkele aan de kranten gezonden protestbrieven, een petitie en een parlementaire vraag heeft de minister van Defensie J. Rider, werd gedwongen het wapen van de Hr. Ms. Scheveningen met die met de gekroonde haringen. Dit verhaal laat zien hoe sterk het gevoel over het wapen is bij de Scheveningers, dat dit hun wapen is en onderdeel is van hun traditie.

## Eerdere vlag

Oude dorpsvlag, gelijk aan de Hongaarse vlag

Vroeger was de vlag drie horizontale banen van gelijke hoogte in de kleuren rood-wit-groen. De historische dorpsvlag werd eertijds veel gevonden op de vissersschepen. Ook op de achterboeg van de visserspinken schilderde men menigmaal ter weerszijden van het roer twee rechthoeken in de dorpskleuren. De vlag is uit 1870 overgeleverd door de alleszins betrouwbare bron Van Lennep en Ter Gouw, 'De Uithangteekens' (Leiden), pagina 199. De Exploitatie Maatschappij Scheveningen heeft helaas deze kleuren ziet in zijn vlag in ere hersteld maar een wit-blauwe vlag gekozen (1961) met in het midden het dorpswapen. Volgens mededeling zijn de kleuren blauw en wit toen gekozen, 'omdat zij een combinatie vormen, die volgens historische gegevens van oudsher karakteristiek is geweest voor Scheveningen, met name ook voor zijn vissersvloot'. Het is hiervan niets bekend.

## Huidig gebruik
De Gemeenteraad van Den Haag heeft met voorstel 136 d.d. 23 maart 1984 erkend dat het wapen als insigne van het Scheveningse dorp.

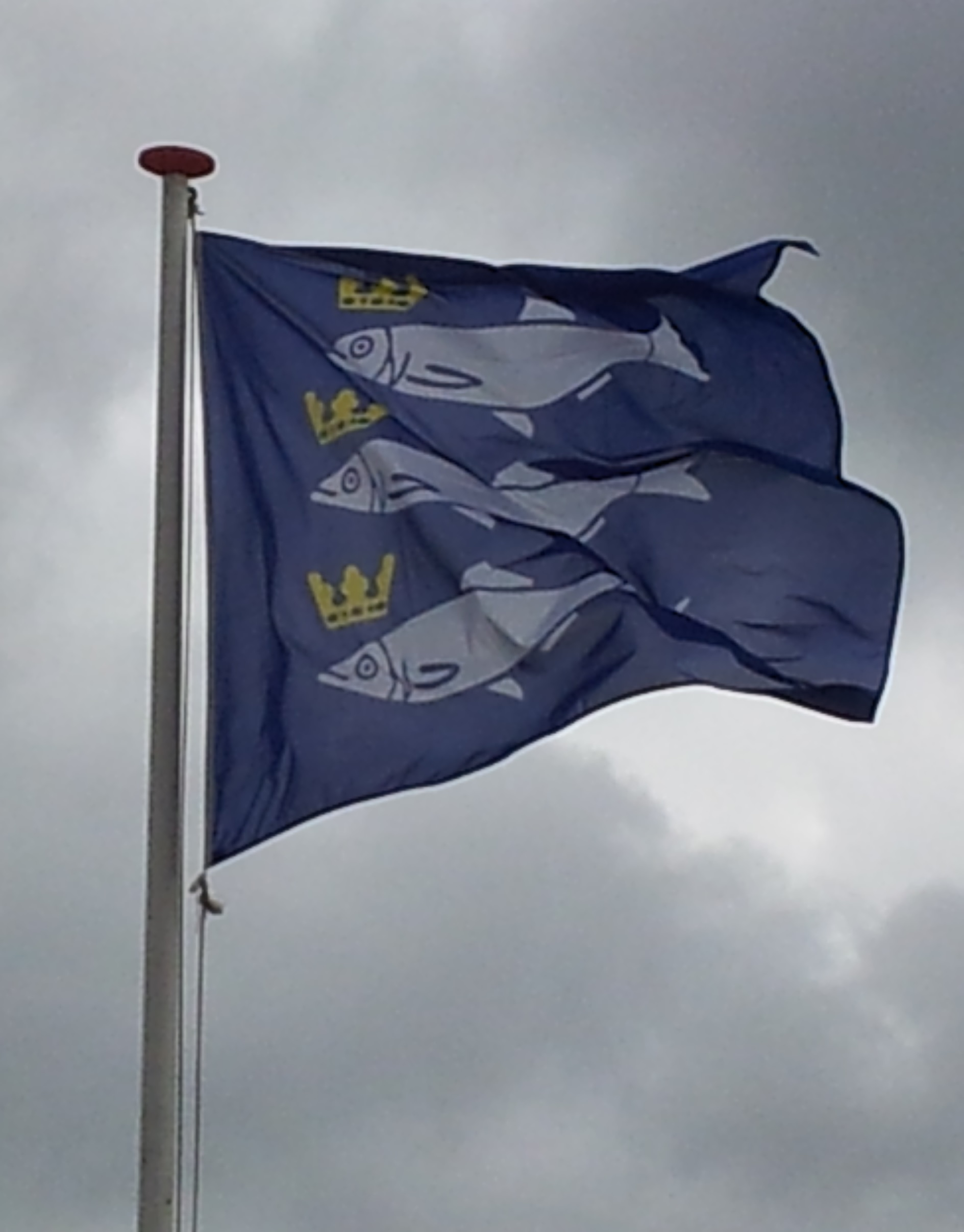
Vlag van Scheveningen

Tegenwoordig wordt de vlag veel gebruikt in Scheveningen.  Vooral tijdens de Vlaggetjesdag is het mogelijk om de vlag te zien, met de komst van de Hollandse Nieuwe De feestnaam heeft echter niets te maken met de vlag van Scheveningen maar is gerelateerd aan de scheepsgors die het vissersboten tijdens Vlaggetjesdag laat zien.
Verder is het wapen te zien op de boeg van alle vissersboten die in de Scheveningse haven zijn geregistreerd.

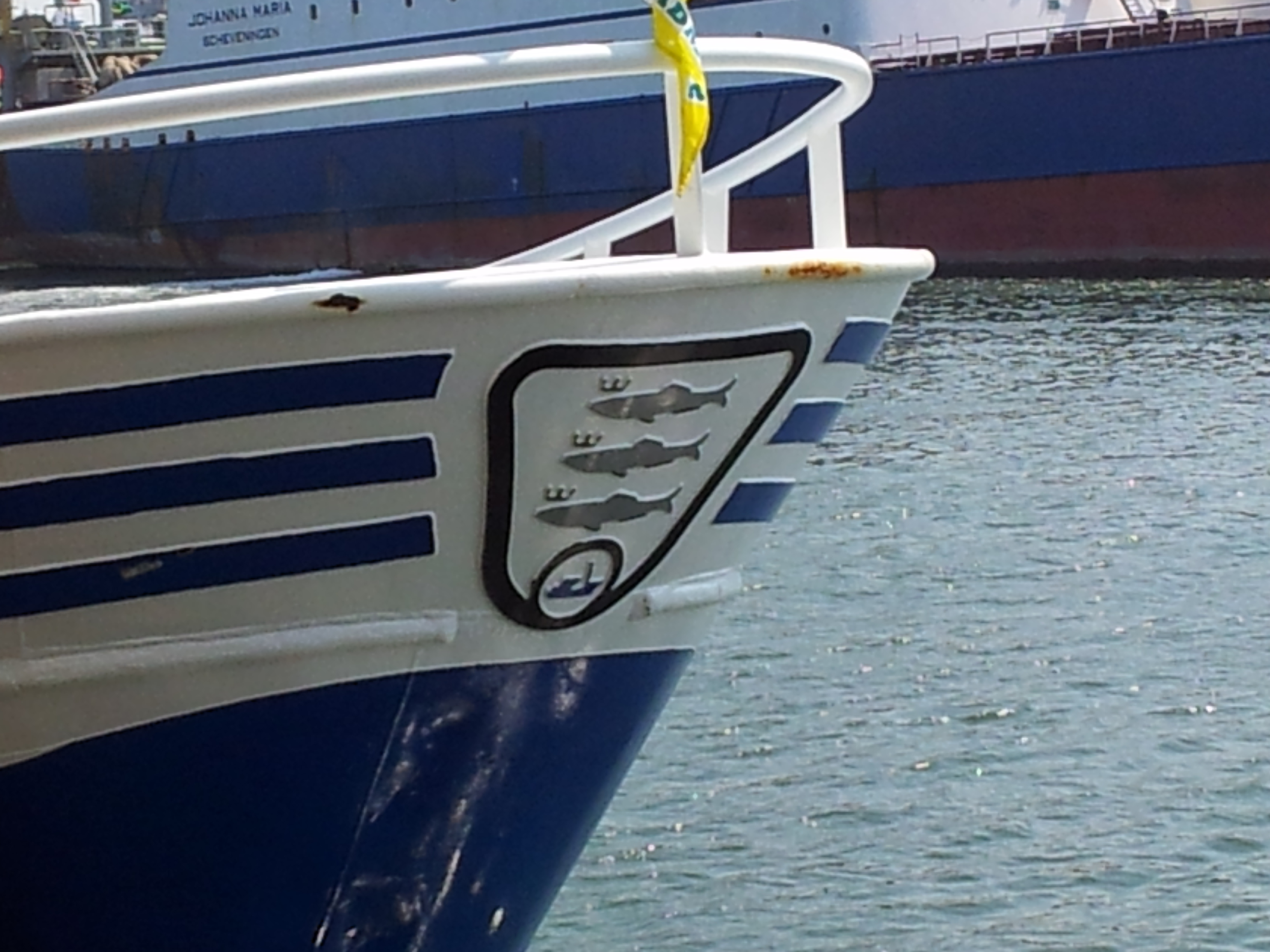
Het wapen met de gekroonde haringen op de boeg van een vissersboot in Scheveningen